# Neuigkeits-Welt-Blatt
Das Neuigkeits-Welt-Blatt war eine österreichische Tageszeitung, die von 1874 bis 1943 erschien.

## Geschichte
Ursprünglich hatte diese Zeitung ein Format von 35,5 × 23 cm (2°), welches mit 16. März 1943 auf 41,5 × 27 cm geändert wurde. Das Neuigkeits-Welt-Blatt erschien täglich außer an Sonn- und Feiertagen. Ab 1880 gab es zwei separate Versionen: eine „Provinz-“, später „Land-Ausgabe“, sowie eine „Illustrierten-“, später „Wiener-Ausgabe“.
- Einerseits trug die in Wien erschienene Ausgabe mit dem Zusatztitel „Provinz-Ausgabe“ ab dem 13. Juli 1938 den Zusatztitel „Land-Ausgabe“. Vom 17. April 1919 bis zum 15. März 1938 führte die Ausgabe den weiteren Zusatz „Tageszeitung für den Mittelstand“. Ab dem 6. April 1938[1][2] bis zum 31. Dezember 1943[3] trug die Ausgabe den weiteren Zusatz „Aelteste arische Tageszeitung Wiens“.
- Andererseits trug die ebenfalls in Wien erschienene Ausgabe bis zum 12. Juli 1938 den Zusatz „Illustrierte Ausgabe“, ab dem 13. Juli 1938 den Zusatztitel „Wiener Ausgabe“; zugleich bis zum 15. März 1938 den weiteren Zusatz „Tageszeitung für den Mittelstand“ und ab dem 6. April 1938[4][5] bis zum 31. Dezember 1943[6] den weiteren Zusatz „Aelteste arische Tageszeitung Wiens“.

Das Blatt erzielte im Jahr 1895 eine Auflage von täglich 40.000 Stück und konnte die Zahlen bis ins Jahr 1915 sukzessive auf 67.000 steigern. Im Jahr 1925 wurden 30.000 Stück aufgelegt, im Jahr 1933 waren es 40.000.
Das Blatt änderte mehrmals seine politische Ausrichtung. So war die Zeitung trotz ihrer katholischen Grundausrichtung nach dem Ersten Weltkrieg mit dem Untertitel „Für den Mittelstand“ versehen und bezog in den 1920er Jahren unter seinem damaligen Herausgeber August Theodor Kirsch senior wiederholt für demokratische Prinzipien Stellung.
Ab 1930 änderte sich dieser Kurs erstmals radikal. Das Blatt unterstützte den autoritären Kurs der Regierung Dollfuß. Es fungierte fortan als offiziöses Blatt der austrofaschistischen Regierung – Bundeskanzler Kurt Schuschnigg ließ wiederholt Leitartikel darin platzieren.
Ab März 1938 stellte sich das Blatt unter dem Herausgeber August Theodor Kirsch junior in den Dienst des NS-Regimes und erhielt dadurch eine Sonderstellung: Alle anderen Wiener Zeitungsverleger mussten ihre Blätter in den Jahren 1938 und 1939 entweder schließen, oder zu vorgegebenen Preisen an nationalsozialistische Verlage abtreten. Kirsch jedoch durfte das Neuigkeits-Welt-Blatt unbehelligt weiterführen. Im März 1938 verpasste sich das Neuigkeits-Welt-Blatt den Untertitel „Älteste arische Tageszeitung Wiens“. Erst Ende 1943, als es in ganz Österreich kriegsbedingt zu Papier- und Rohstoffknappheit kam, musste auch das NS-treue Blatt sein Erscheinen einstellen.

## Beilagen
- Landwirt und Kleingärtner
- Österreichische Woche (1933–1938)
- Ostmark-Woche
- Der europäische Krieg
- Das lustige Weltblatt
- Beilage, dann Rubrik darin: Der Igel
- Weltblatt der Kleinen
- Landwirtschaftliche Beilage: Der Österreichische Landwirt

## Rubriken
- Kleine Damenzeitung
- Für unsere Frauen, mit den offiziellen Mitteilungen des Christlichen Frauenbundes Österreichs
- Die Deutsche Frau
- Der bewährte Naturarzt
- Der Naturarzt
- Mein Garten. Ratgeber für den Haus- und Kleingarten, für Blumenfreunde und Kleintierzüchter
- Was der Tonfilm Neues bringt
- Sonntagsbeilage
- Kinderblatt

## Impressum
- bis 8. Jänner 1888: Ferdinand S. Hummel (Herausgeber, ab 16. Jänner 1874 auch Eigentümer, später auch Verleger);
- 10. Jänner – 18. Jänner 1888: Simon Hummel (Eigentümer, Herausgeber, Verleger);
- 19. Jänner 1888 – 14. November 1890: Simon Hummel, August Kirsch (Eigentümer, Herausgeber, Verleger);
- 15. November 1890 – 18. Februar 1931: August Kirsch (Herausgeber);
- 15. November 1890 – 21. Februar 1892: Simon Hummel, August Kirsch (Eigentümer, Verleger);
- 23. Februar 1892 – 18. Juli 1916: August Kirsch (Eigentümer, Verleger);
- 1. Oktober 1922 – 18. Februar 1931: August Kirsch (Eigentümer, Verleger);
- ab 19. Februar 1931: August Theodor Kirsch jun. im Namen der Verlassenschaft nach August Kirsch sen. (Eigentümer, Herausgeber bis 19. Juni 1938, Verleger bis 31. Dezember 1943).

## Redakteure
- bis 30. Jänner 1876: Ludwig Kirsch;
- 1. Februar 1876 – 31. August 1895: H. Peisker;
- 1. September 1895 – 22. Februar 1903: Emil Polatzek;
- 24. Februar 1903 – 14. August 1933: Emil Zöttl;
- 15. August 1933 – 17. Februar 1935: Karl Weidlich i. V.;
- 18. Februar 1935 – 12. März 1938: Karl Weidlich;
- 13.-21. März 1938: verantwortlicher der Regierungskommissär;
- 22. März – 19. Juni 1938: Karl Weidlich;
- 21. Juni 1938 – 22. Juni 1939: Josef Barth (Hauptschriftleiter);
- 21. Juni 1938 – 11. April 1941: Karl Weidlich (v. f. Sport);
- 21. Juni 1938 – 12. Juli 1939: Josef Kestelnik (stellvertretender Hauptschriftleiter);
- 21. Juni 1938 – 11. Februar 1940 und 2.–11. April 1940: Josef Kestelnik (Chef vom Dienst); * 23. Juni 1939 – 31. Dezember 1943: Fritz Eckrich (Hauptschriftleiter);
- 23. Mai – 31. Dezember 1943: Adolf Walter (Hauptschriftleiter i. V.);
- 13. Juli – 17. September 1939 und 16. Jänner – 9. Februar 1940 und 2.–29. April 1941: Karl Bier (stellvertretender Hauptschriftleiter)

## Drucker
- 6.-20. Jänner 1874: F. Hummel;
- 23. Jänner 1874 – 8. Jänner 1888: Dampf-Doppel-Schnellpressendruck d. Neuigkeits-Welt-Blatt v. F. S. Hummel;
- 10. Jänner 1888 – 23. März 1889: Simon Hummel (verantwortlich; Rudolf Oppenheimer);
- 24. März 1889 – 9. Februar 1940 und 2. April 1940 – 14. März 1943: A. Kirsch (verantwortlich: F. Hummel);
- 16. März 1943 – 31. Dezember 1943: Druck- und Verlagsanstalt Vorwärts.